# 瑟贡扎克 (多尔多涅省)
瑟贡扎克（法語：Segonzac，法語發音：[səɡɔ̃zak]）是法国多尔多涅省的一个市镇，属于佩里格区。

## 地理
瑟贡扎克（45°12'20"N, 0°26'54"E）面积3.88 平方千米，位于法国新阿基坦大区多爾多涅省，该省份为法国西南部内陆省份，是法國本土面积第三大的省，大致对应佩里戈尔地区，北起顺时针与夏朗德省、上维埃纳省、科雷兹省、洛特省、洛特-加龙省、吉倫特省和滨海夏朗德省接壤。
与瑟贡扎克接壤的市镇（或旧市镇、城区）包括：杜沙普、尚泰拉克、托卡讷-圣阿普尔、圣阿基兰、圣叙尔皮斯-德鲁马尼亚克、德罗讷河畔圣帕尔杜。

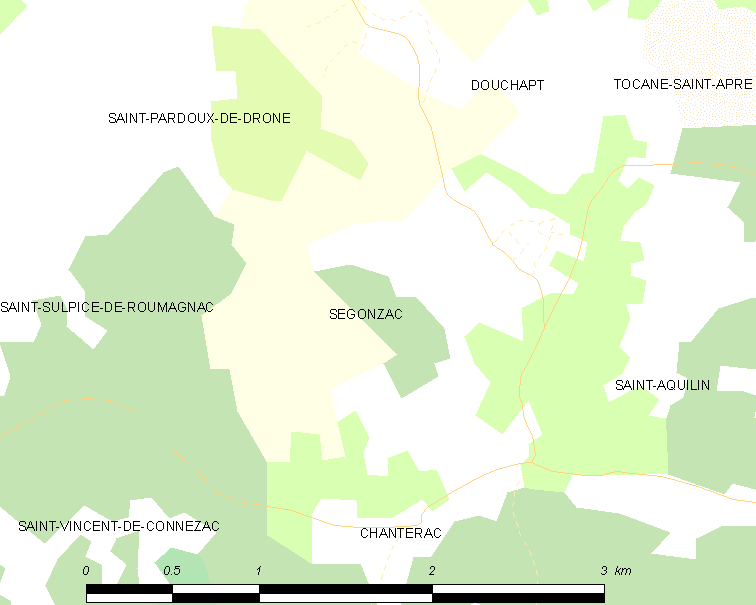
的OSM定位图

瑟贡扎克的时区为UTC+01:00、UTC+02:00（夏令时）。

## 行政
瑟贡扎克的邮政编码为24600，INSEE市镇编码为24529。

## 政治
瑟贡扎克所属的省级选区为佩里戈尔地区布朗托姆县。

## 人口

1962-2008年间人口变化图示

瑟贡扎克于2022年1月1日时的人口数量为204人。